# 494 (číslo)
Čtyři sta devadesát čtyři je přirozené číslo. Následuje po čísle čtyři sta devadesát tři a předchází číslu čtyři sta devadesát pět. Římskými číslicemi se zapisuje CDXCIV a řeckými číslicemi υϟδ.

## Matematika
494 je:
- Deficientní číslo
- Složené číslo
- Palindromické číslo
- Nešťastné číslo

## Astronomie
- (494) Virtus je planetka hlavního pásu, kterou objevil v roce 1902 Max Wolf

## Roky
- 494
- 494 př. n. l.